# Peter Blais
Peter Blais (ur. w Ottawie w prowincji Ontario) – kanadyjski aktor filmowy i telewizyjny.